# Pont Prud'homme
Le pont Prud'homme est un pont couvert ayant une structure en treillis de type Town élaboré traversant la rivière du Diable à l'est de Brébeuf au Québec (Canada). Construit en 1918 et composé d'une travée de 44,1 m, il a été cité immeuble patrimonial par la municipalité de Brébeuf en 2019.

## Histoire
Le pont Prud'homme a été construit en 1918 sous la supervision de Bernadin Durocher. La construction du pont a duré six semaines et coûté 6 000 $. Comme il a été terminé le 11 novembre 1918, date de l'Armistice, il a été nommé à l'origine « pont de l'Armistice ».
En 1957, il a été renommé pont Prud'homme, en l'honneur d'une famille souche de Brébeuf. Il a été réparé et repeint en rouge en 1997 au coût de 40 000 $.
Le pont Prud'homme a été cité comme immeuble patrimonial le 9 septembre 2019 par la municipalité de Brébeuf.